# Тюптішурйил
Тюпті́шурйил (рос. Тюптишурйыл) — присілок в Ігринському районі Удмуртії, Росія.

## Населення
Населення — 2 особи (2010; 4 в 2002).
Національний склад станом на 2002 рік:
- удмурти — 50 %

## Урбаноніми[3]
- вулиці — Польова